# Harinxmastate
De Harinxmastate is een monumentaal pand in de Friese plaats Beetsterzwaag.

## Geschiedenis
Het neoclassicistische gebouw werd in 1843 gebouwd door de grietman van Smallingerland Maurits Pico Diderik baron van Harinxma thoe Slooten (1804-1876), die zijn woning in Drachten hiervoor liet afbreken. Van 1847 tot 1864 was Harinxma thoe Slooten kantonrechter-plaatsvervanger bij het kantongerecht van Beetsterzwaag. In 1877 werd het pand vergroot volgens plannen van de Leeuwarder architect Herman Willem Stoett. In 1927 was de architect Willem Gerretsen de ontwerper van een nieuwe ingrijpende wijziging van het pand, waarbij met name de voorzijde van het gebouw werd gewijzigd, om een statiger effect te bewerkstelligen.
Het bijbehorende park in Engelse landschapsstijl werd direct na de bouw van de Harinxmastate in 1845 aangelegd door de tuinarchitect Lucas Roodbaard.
Tijdens de Tweede Wereldoorlog heeft het pand dienstgedaan als rusthuis voor de Kleine Zusters van de Heilige Jozef uit Egmond aan Zee. De zusters en het personeel werden in 1942 vanuit Egmond aan Zee geëvacueerd naar de Harinxmastate en verbleven aldaar tot 1944.
De Harinxmastate is nog steeds in het bezit van een afstammeling van de eerste eigenaar. Het pand is erkend als een rijksmonument.

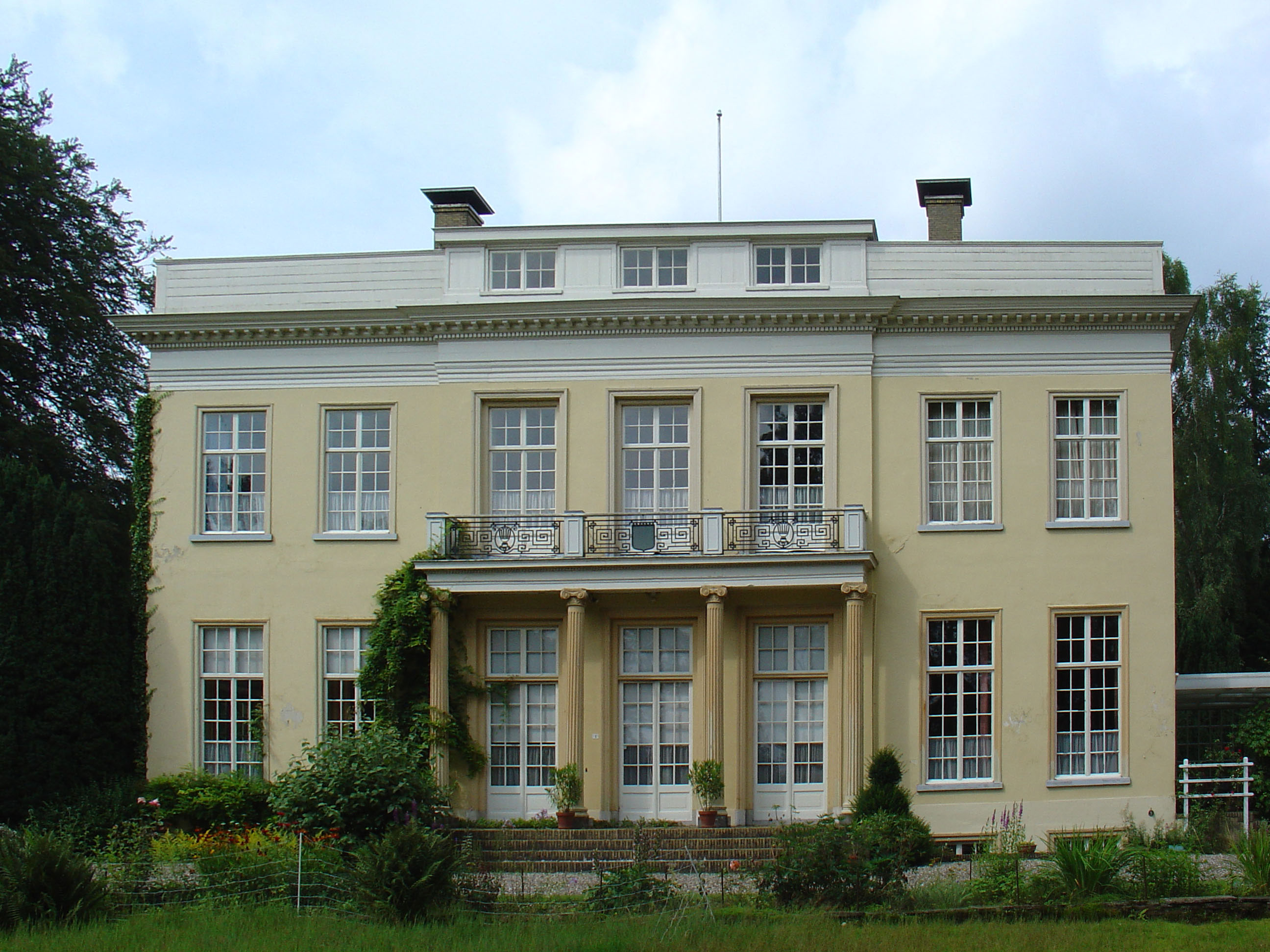
De Harinxmastate in Beetsterzwaag
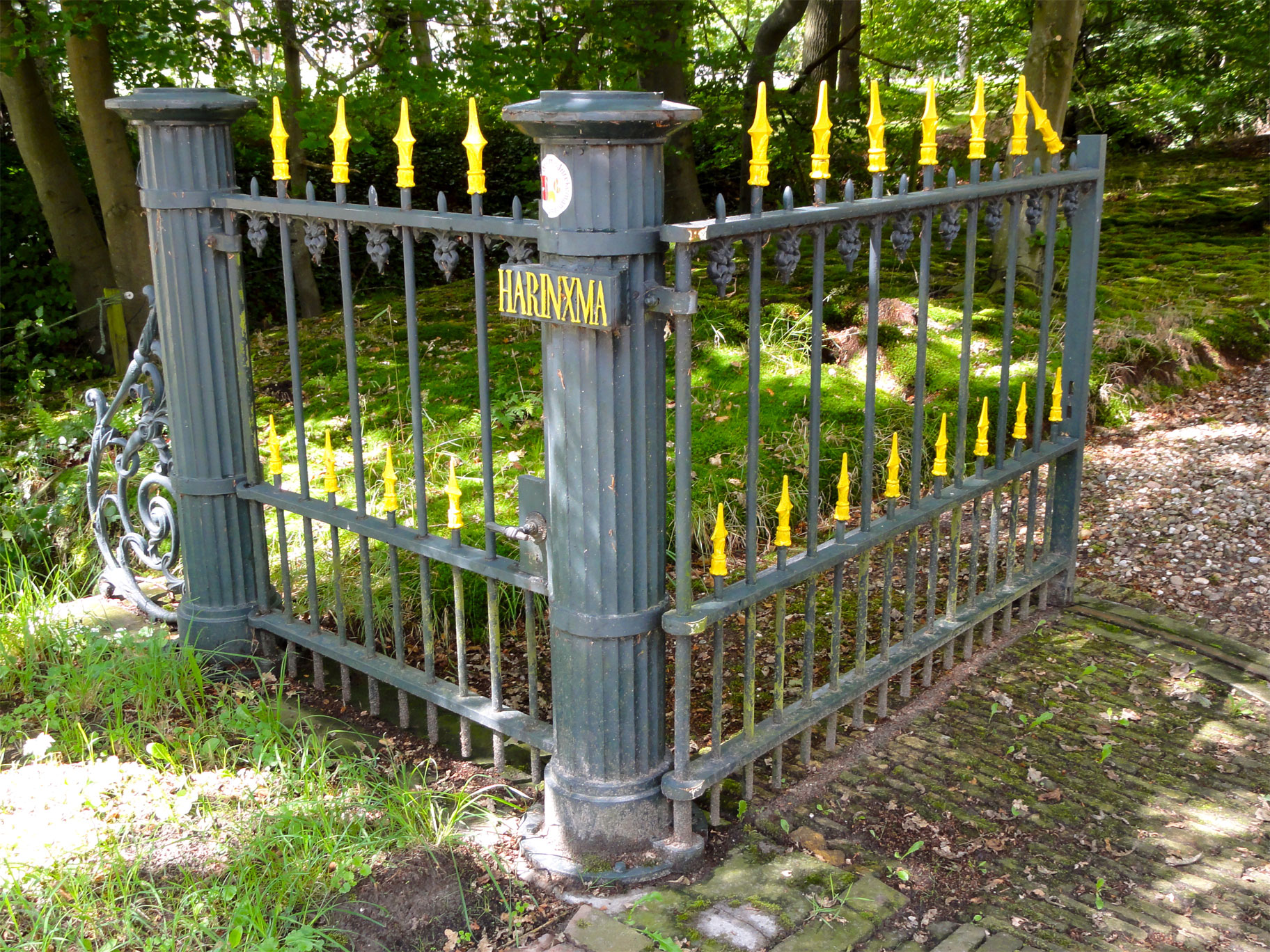
Linker deel van het westelijk toegangshek
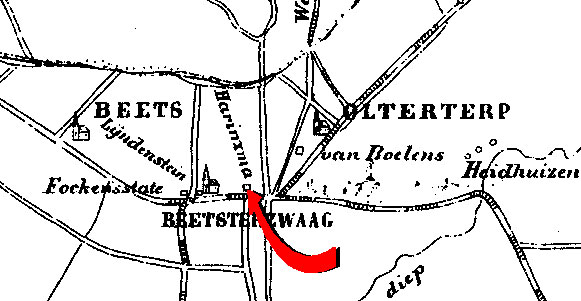
De Harinxmastate in de atlas van Kuyper (circa 1870))